# ساتوشی هینو
ساتوشی هینو (به انگلیسی: Satoshi Hino؛ زادهٔ ۴ اوت ۱۹۷۸) یک صدا پیشه اهل ژاپن است. وی از سال ۲۰۰۰ میلادی تاکنون مشغول فعالیت بوده‌است.